# Đánh đòn

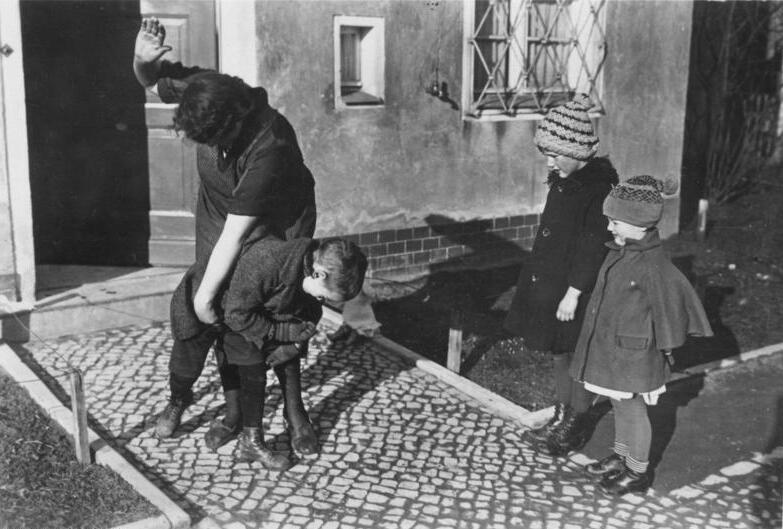
Em bé người Đức đang chịu hình phạt đánh đòn vào mông bằng tay không được thực hiện bởi cha ruột

Đánh đòn là một dạng trừng phạt thân thể hay nhục hình, tiến hành bằng cách dùng tay hoặc các vật dụng như roi, gậy, dây da hay thắt lưng,... đánh vào cơ thể của người bị phạt bằng một lực nhất định gây đau đớn về thể xác nhưng không nhằm gây thương tích. Hành vi này được sử dụng như một hình thức kỷ luật, trừng phạt hoặc giáo dục. Mông là bộ phận thường được chọn để đánh vào vì có khả năng hồi phục nhanh và ít gây ảnh hưởng tới các bộ phận khác của cơ thể. Khi bị đánh đòn, người bị phạt thường được yêu cầu nằm sấp trên một mặt phẳng sao cho phần mông được cố định để dễ dàng nhận phạt, hình thức có thể là cởi quần ra để lộ phần mông trần để " ăn đòn" hoặc mặc quần nếu người phạt đánh không yêu cầu. Ngoài ra, đùi hay bắp chân cũng thường được chọn làm mục tiêu để đánh, một số bộ phận như lưng và vai cũng đôi khi được chọn để đánh. Hành vi đánh vào vùng nhạy cảm như đầu hay lòng bàn tay, bàn chân là hết sức nguy hiểm.

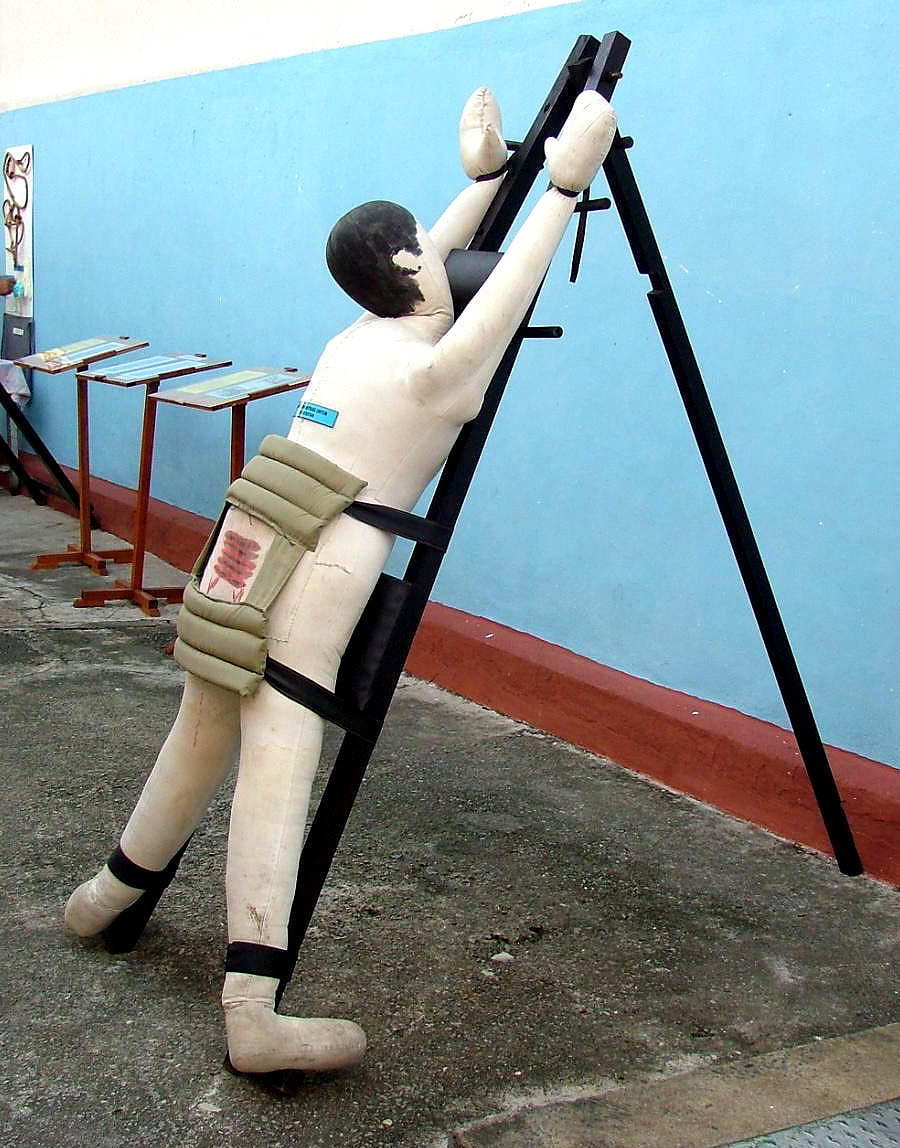
Hình nộm miêu tả cách mà các phạm nhân Malaysia phạm một số tội danh nhất định chấp hành hình phạt đánh đòn

Đánh đòn là hình phạt thân thể phổ biến do tính đơn giản, dễ thực hiện, hiệu quả nhanh chóng và đa dạng trong phương pháp tiến hành. Nó từng được sử dụng rộng rãi trong gia đình, nhà trường và pháp luật. Ngày nay, do nhiều tác động tiêu cực do lạm dụng hình phạt quá mức, phương pháp này đã bị hạn chế nhiều.
Tại Việt Nam, phương pháp này từng được sử dụng phổ biến như cha mẹ phạt đánh đòn con cái; thầy đồ, thầy giáo phạt đánh đòn học trò hay vua quan phạt đánh đòn các phạm nhân. Hình phạt đánh đòn bằng trượng thực hiện bởi vua quan thời phong kiến gọi là trượng hình, nhẹ hơn là đánh bằng roi và được tính theo đơn vị "hèo" (Ví dụ: Đánh 100 hèo). Trên thế giới, vào thời trước, hình phạt này cũng được áp dụng phổ biến với nhiều cách thức đa dạng.

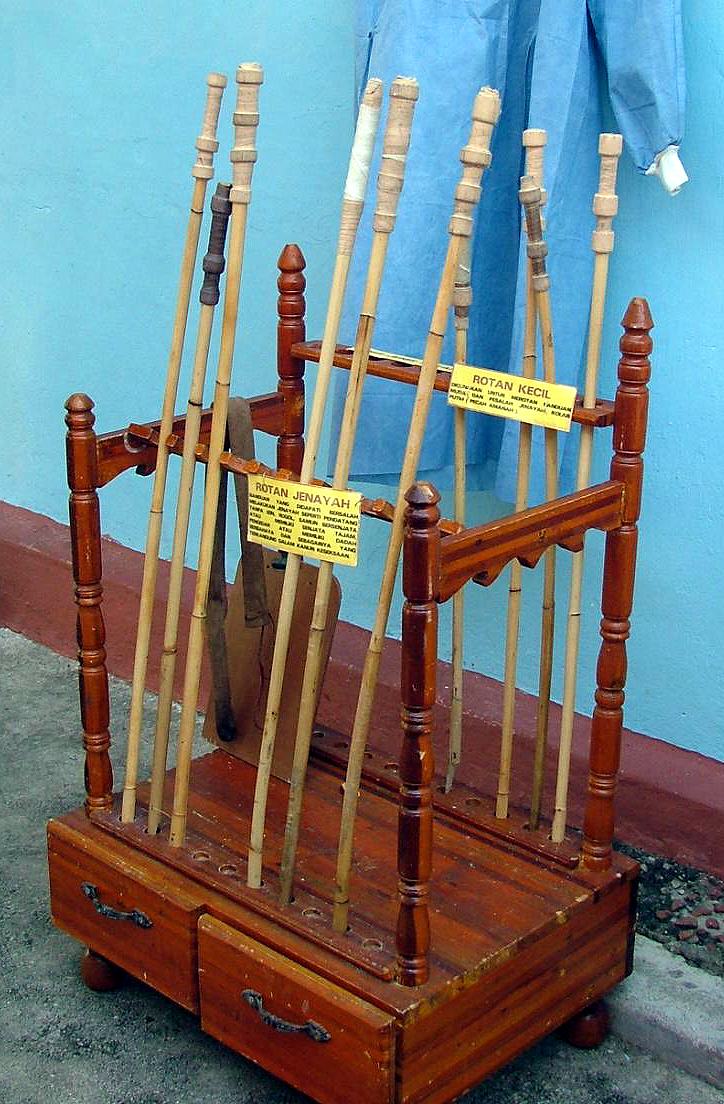
Roi mây – một dụng cụ phổ biến thường dùng đánh đòn

## Dụng cụ
Các dụng cụ dùng đánh đòn một người thường gặp là: các loại roi (roi mây, roi da, roi ngựa, roi tre), thước gỗ, dây da, keo nến hoặc các loại cây gỗ cứng hoặc dẻo. Hình dạng và tính chất sự đau đón gây ra phụ thuộc tính chất của dụng cụ.

## Tư thế
Có nhiều tư thế để người bị đánh đòn chịu phạt, các tư thế thường có mục đích đưa phần cơ thể dùng để chịu đòn như mông, lưng hay bắp đùi ra một vị trí thoáng và thuận lợi cho người đánh đòn quất mạnh dụng cụ vào. Tại Việt Nam, tư thế nằm sấp thẳng người được áp dụng phổ biến trong khi tại phương Tây, người ta thường đứng thẳng người với hai tay chống vào tường, khoanh tay, hoặc chống lên một điểm tựa như bàn hay ghế, hoặc nằm gập người lên một vật dụng nào đó để chịu phạt rất phổ biến. Các tư thế nằm lên đùi của người đánh đòn cũng được áp dụng cho những hình phạt đánh đòn nhẹ. Đối với các hình phạt đánh đòn nặng, gây nhiều đau đớn, người ta thường sử dụng các dụng cụ nhằm cố định tư thế của phạm nhân trước khi đánh.
Vào thời xưa, mỗi khi có một đứa trẻ bị ăn đòn, chúng thường được yêu cầu cởi quần ra để lộ phần mông trần để cha mẹ, thầy đồ hay cô, dì chú bác ông bà cầm roi mây quất vào. Cảm giác đau quắn đít đi kèm cùng những lời răn đe khiến những đứa trẻ sợ hơn để không tái phạm vào lần sau.

## Trong Tiếng Việt
Trong tiếng Việt, động từ "ăn đòn" được sử dụng chỉ việc người bị phạt chấp hành và chịu đựng bị đánh đòn bởi một người khác. Cách từ nói tránh đi như " ăn roi", "ăn đét" được dùng phổ biến. Người ta cũng dùng hậu tố ghép sau từ "đánh" để chỉ tính chất của trận đòn: đánh đít (đánh vào mông đít), đánh trượng, đánh roi,đét đít, ăn cây, ăn lươn, sưng đít....

## Biến thể
Tại Anh quốc, từng có một truyền thống gọi là "Beating the Bounds" được tiến hành bằng cách cho các bé trai đi xung quanh rìa một khu vực nào đó ví dụ một làng hay một thị trấn. Trên đường đi, những cậu bé này sẽ dừng lại để chịu bị đánh đòn một cách tượng trưng bởi những người khác trên đường đi.
Tại miền Bắc nước Mỹ cũng có một truyền thống gọi là" birthday spankings" thường tiến hành vào các buổi sinh nhật. Người ta sẽ đánh đòn chủ nhân của buổi tiệc sinh nhật với số lần đánh bằng với số tuổi của họ. Mục đích đánh là để cho vui, không nhằm gây ra nhiều đau đớn và thường đánh khá nhẹ.
Tại Slovenia, có một truyền thống vui là ai leo lên đỉnh núi Mount Triglav thành công sẽ "được" tặng một trận đánh đòn.

## Ảnh hưởng

### Quá khứ
Việc đánh đòn với trẻ con ngày xưa được cho là bình thường. Thậm chí, người Việt còn sáng tạo ra câu: ''Thương cho roi cho vọt, ghét cho ngọt cho bùi" để cổ vũ cho hành vi này. Họ cho rằng việc đánh, mắng sẽ làm đứa trẻ đau và từ đó không phạm lỗi nữa.
Tương tự với trẻ nhỏ, hình thức phạt trượng của Việt Nam thời phong kiến cũng mang ý nghĩa răn đe phạm nhân, đây là hình thức phạt nhẹ hơn xử chém đầu(làm gương cho người khác sợ). Phạm nhân khi bị phạt ở công đường thường nằm sấp trên chiếc phản dài, các lính sẽ cầm chắc tay chân người bị đánh để cố định ngăn họ không xê dịch khỏi vị trí " hưởng roi". Khi nhận phạt người bị đánh sẽ phải cởi quần ra, phơi mông đít trần và lính sẽ cầm những chiếc gậy dài và to đánh thật mạnh lên mông đít phạm nhân. Những chiếc mông liền lập tức đỏ ao và người bị phạt phải chịu cảm giác đau nhói từ đòn roi vọt đã chịu

### Hiện tại
Các bậc cha mẹ (tư tưởng tiến bộ) hiện nay không còn coi việc đánh con là một hình thức giáo dục nữa. Pháp luật không công nhận việc này, những người đánh đập con cái hoặc trẻ em khác sẽ được quy vào tội ''Bạo hành trẻ em'' và xử lí nghiêm theo quy định. Điều này được quy định ở điều 37 Hiến pháp năm 2013: "Nghiêm cấm xâm hại, hành hạ, ngược đãi, bỏ mặc, lạm dụng, bóc lột sức lao động và những hành vi khác vi phạm quyền trẻ em", nhưng trên thực tế, tình trạng xâm hại, ngược đãi trẻ em vẫn liên tiếp diễn ra, ảnh hưởng nghiêm trọng đến thể chất, tinh thần của trẻ em. Vi phạm sẽ bị phạt tiền từ 5 – 10 triệu đồng nếu xâm phạm thân thể, gây tổn hại về sức khỏe đối với trẻ em hoặc ''dạy'' trẻ bằng cách đánh đập làm chúng tổn thương về thể xác, tinh thần. Ngoài ra, người vi phạm phải trả mọi chi phí khám, chữa bệnh cho nạn nhân. Việc đánh con (hoặc trẻ nhỏ nói chung) có thể gây ra những thương tổn to lớn về cả thể xác lẫn tinh thần. Hậu quả này sẽ kéo dài và có thể gây ra các chứng bệnh tâm lí nghiêm trọng và góp phần làm nạn nhân sau khi lớn lên sẽ thực hiện các hành vi bạo lực tương tự như khi họ chịu hồi nhỏ.
Xã hội ngày nay đã phát triển, luật pháp ngày càng văn minh và công bằng hơn nên các hình thức đánh để phạt tội nhân không được công nhận nữa. Người thực hiện hành vi này có thể có thể được quy vào tội "Cố ý gây thương tích''.